# Hans Nef

Hans Nef

Hans Nef (* 3. November 1911 in St. Gallen; † 6. Januar 2000) war ein Schweizer Rechtswissenschaftler.

## Leben und Werk
Hans Nef studierte an der Universität Zürich und promovierte 1936 ebenda bei Dietrich Schindler. 1941 habilitierte er sich mit einer rechtsphilosophischen Abhandlung über Gleichheit und Gerechtigkeit an der Universität Zürich. Auf das Sommersemester 1946 wurde er zum vollamtlichen ausserordentlichen Professor für Rechtsphilosophie, Staats- und Verwaltungsrecht an der Universität Zürich ernannt. Von 1952 bis zu seinem Rücktritt im Jahr 1982 wirkte er als Ordinarius. Vom Sommersemester 1976 bis zum Wintersemester 1977 amtete er zudem als Rektor der Universität Zürich.
Von 1967 bis 1970 präsidierte Hans Nef den Stiftungsrat des Schweizerischen Nationalfonds. Nef war Gründungsmitglied und Präsident der Gesellschaft Schweiz-Liechtenstein. Dem Obersten Gerichtshof des Fürstentums Liechtenstein gehörte er als Ersatzrichter an.